# 松原混声合唱団
松原混声合唱団（まつばらこんせいがっしょうだん）は、1953年に創立された日本の合唱団である。現在の常任指揮者は清水敬一。
独自の演奏活動を行う他、合唱指揮者の関屋晋が率いる合同合唱団「晋友会合唱団」の構成団体として、新日本フィルハーモニー交響楽団やベルリン・フィルハーモニー管弦楽団をはじめとするオーケストラとの共演や、レコーディングに参加している。

## 沿革
1953年に世田谷区松原で「松原コーラス」として創立される。1962年に関屋晋を常任指揮者に迎え、「松原混声合唱団」に改称する。1973年に初めて参加した全日本合唱コンクール全国大会において金賞を受賞し、以降1977年まで5年連続して東京代表として出場する。
1980年に小澤征爾指揮によりマーラーの交響曲第8番「千人の交響曲」 が演奏される際に、関屋晋はその指導する合唱団を「晋友会合唱団」として糾合しこれに参加した。これ以降、湘南市民コール他とともに晋友会合唱団の中核をなし、晋友会として1988年のベルリン・フィルハーモニー管弦楽団定期演奏会など海外公演も行っている。
2005年4月の関屋晋の死去以降、清水敬一を常任指揮者とする。